# ريتشي هانلون
ريتشي هانلون (بالإنجليزية: Ritchie Hanlon)‏ هو لاعب كرة قدم ومدرب كرة قدم بريطاني في مركز الوسط، ولد في 26 مايو 1978 في ويمبلي في المملكة المتحدة. لعب مع روشدين ودايموندز وستيفيناغ بوروه وكامبريدج يونايتد ونادي بيتربورو يونايتد ونادي ساوثيند يونايتد ونادي لينكولن سيتي ونادي ويموث.

## وصلات خارجية
- ريتشي هانلون على موقع قاعدة بيانات كرة القدم.إي يو (الإنجليزية)
- ريتشي هانلون على موقع Soccerbase.com (لاعب) (الإنجليزية)